# Hoher Turm (Chemnitz)

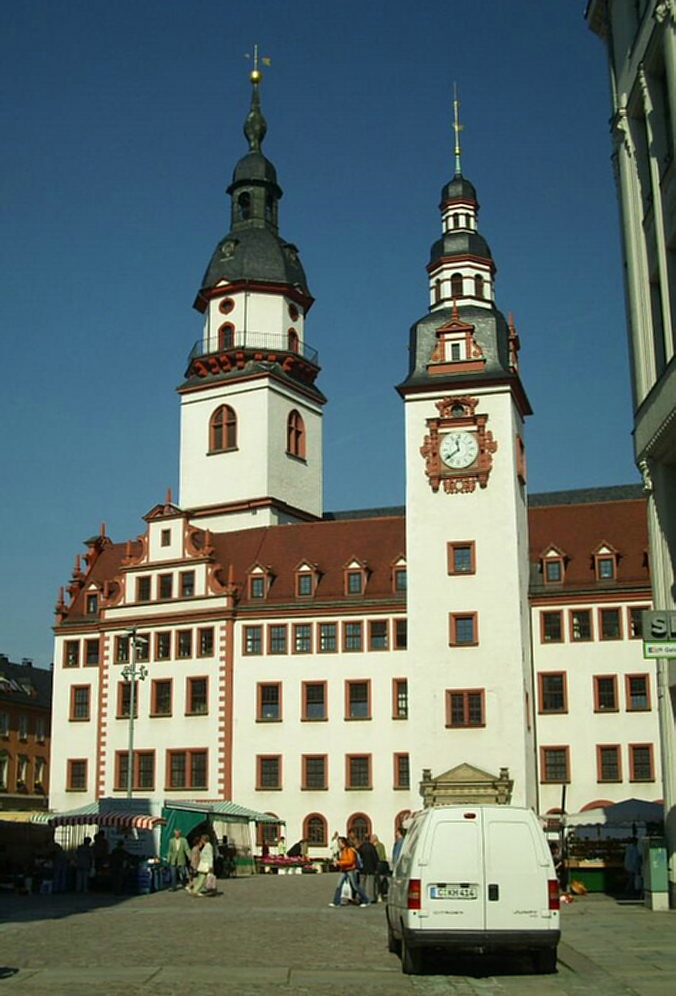
Der Hohe Turm (links), im Vordergrund das Alte Rathaus

Der Hohe Turm oder Jakobikirchturm in Chemnitz ist der Glockenturm der Stadt- und Marktkirche St. Jakobi. Gleichzeitig beherbergt er in seinen unteren Geschossen Einrichtungen der Stadtverwaltung. Bis 1946 zählte er zu den ältesten erhaltenen Baudenkmälern der Stadt. Nach seinem kriegsbedingten Einsturz entstand er bis 1986 in einem dem Original angenäherten Erscheinungsbild neu.

## Lage

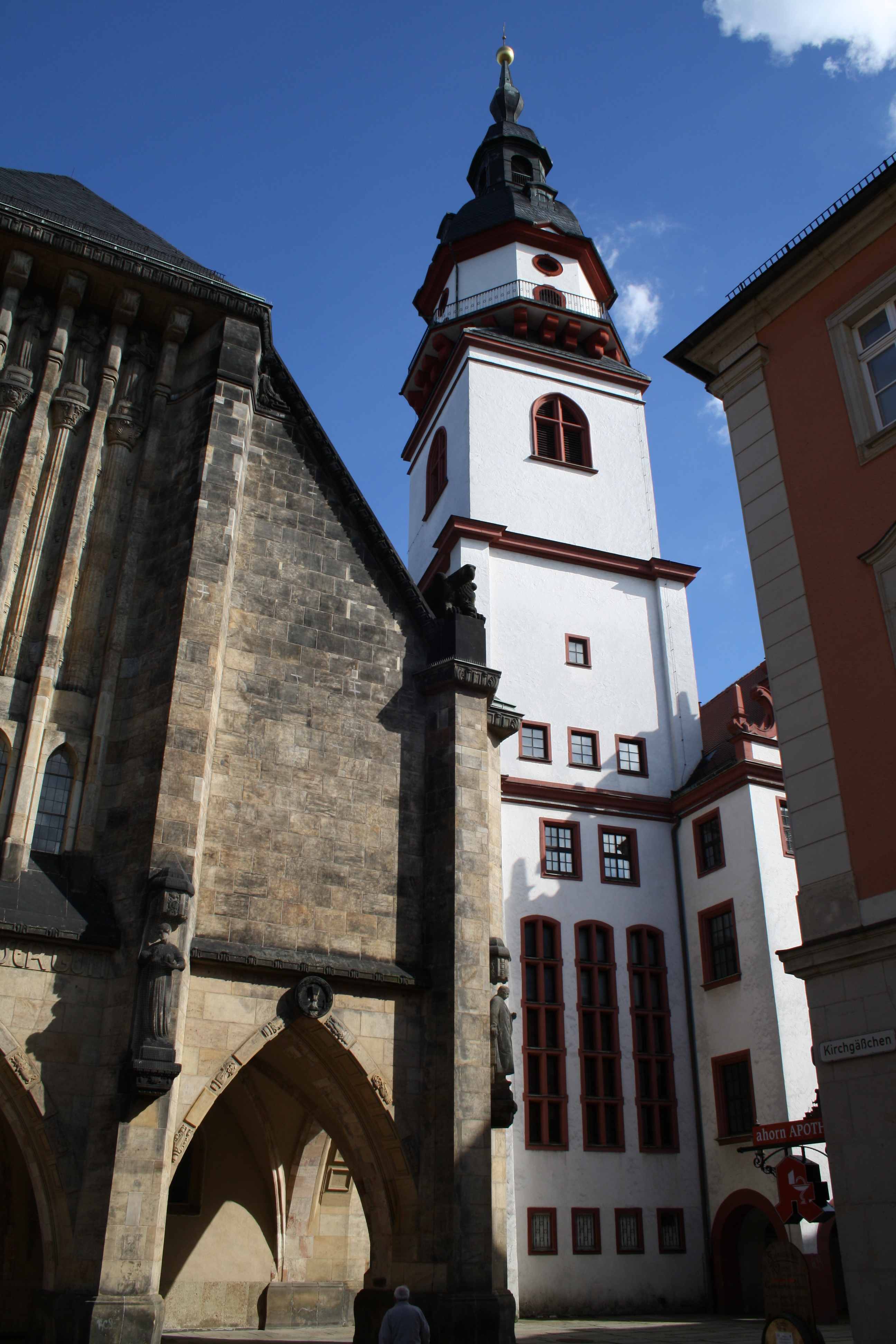
Blick von Westen auf den Hohen Turm; links die Jakobikirche, rechts das Alte Rathaus

Der Hohe Turm befindet sich im historischen Zentrum der Stadt Chemnitz, an der Einmündung der Inneren Klosterstraße in den Markt. Er steht in baulicher Verbindung mit dem unmittelbar südlich anschließenden Alten Rathaus, während die nördlich gelegene Jakobikirche durch einen schmalen Durchgang von ihm getrennt ist. Gemeinsam mit dem Alten Rathausturm sowie dem Dachreiter der Jakobikirche bildete er bis ins 19. Jahrhundert die „Stadtkrone“ der Chemnitzer Altstadt. Die Turmgruppe am Markt, ergänzt durch das Neue Rathaus, stellt bis heute ein Wahrzeichen der Stadt Chemnitz dar.

## Bau- und Nutzungsgeschichte

### Fester Hof mit Wohnturm
Die Anfänge des Turmes sind bis heute nur unzureichend geklärt. Vermutlich entstand er unmittelbar im Zusammenhang mit der Anlage der Stadt Chemnitz in der zweiten Hälfte des 12. Jahrhunderts als Beobachtungs- und Wohnturm. Möglicherweise war er Teil einer kleinen, innerstädtischen Befestigungsanlage mit Mauern und einfachen Nutzbauten. Die Struktur des 1946 zerstörten Turmunterbaus wies deutliche Züge eines Bergfrieds auf, wie er für den zeitgenössischen Burgenbau typisch ist. Diese Anlage, auch als „Fester Hof“ bezeichnet, dürfte mit einem königlichen Ministerialen besetzt gewesen sein. Sie diente dem sich entwickelnden königlichen Marktverkehr in der Chemnitzaue als Schutz- und Verteidigungsanlage zu einer Zeit, als noch keine Stadtmauer vorhanden war. Dem Hohen Turm antwortete nur wenige hundert Meter östlich der Rote Turm, von dem eine ähnliche Entwicklung angenommen werden darf. Während dieses Bauwerk in das seit der 2. Hälfte des 13. Jahrhunderts ausgebildete System der Stadtbefestigung einbezogen wurde, verlor der inmitten des sich formierenden Stadtzentrums stehende Hohe Turm seine eigentliche Funktion: Die Ummauerung der Stadt ließ ihn überflüssig werden.

### Glockenturm der Marktkirche St. Jakobi

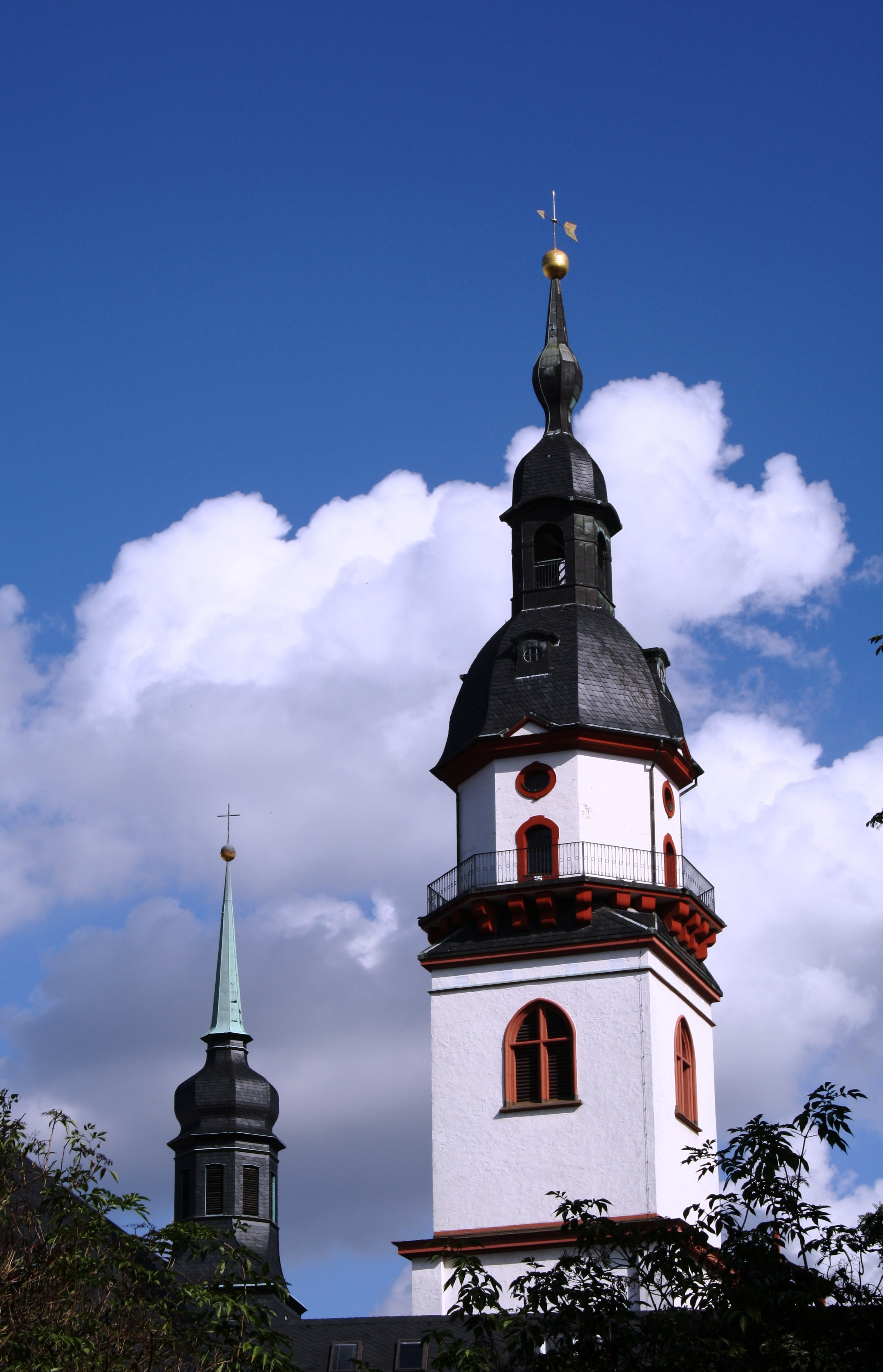
Blick zum Hohen Turm von Südwesten, links der Dachreiter der Jakobikirche

Wenige Meter nördlich des „Festen Hofes“ lag, mit ihrer Südseite dem Markt zugewendet, die Marktkirche. Im letzten Viertel des 12. Jahrhunderts wurde sie als romanische Saalkirche mit Westturm, Schiff, Chorquadrat und Apsis errichtet. Aufschluss darüber erbrachten Grabungen, die zwischen 1953 und 1959 im Bereich der heutigen Jakobikirche vorgenommen wurden. Demnach stellte sich der Westturm dieser Anlage als mächtiger Querriegel von mehr als 16 m Breite bei einer Tiefe von etwa 6,50 m dar. Dieser Turm wurde samt dem zugehörigen Kirchenschiff um die Mitte des 14. Jahrhunderts abgebrochen, um das heutige dreischiffige Langhaus der Jakobikirche aufführen zu können. Seine Westfassade wurde über die bisherige Bauflucht des alten Turmes hinausgeschoben, um so eine erweiterte Grundrissfläche zu gewinnen. Für eine neue Westturmfront war infolge des Straßenverlaufs der wichtigen Nord-Süd-Verbindung (heutige Innere Klosterstraße) jedoch kein Platz mehr vorhanden. Das Problem löste man, indem der unmittelbar neben der Südseite des neuen Langhauses befindliche frühere Befestigungsturm zum Glockenturm bestimmt wurde. Zu diesem Zweck erfuhr er eine Aufstockung, die für die Jahre 1335–1338 überliefert ist. Vermutlich bestand sein oberer Abschluss bis dahin aus einem niedrigen Pyramidendach, das von einem Zinnenkranz umgeben wurde. Nach der Erhöhung ist mit einem gotischen Spitzhelm als Bekrönung zu rechnen.

### Anfügung des Rathauses und Mitnutzung für städtische Zwecke
Das Grundstück südöstlich des Turmes wird durch den Baukörper des Rathauses (heutiges Altes Rathaus) eingenommen. Ursprünglich ein Fachwerkbau, führte man es nach mehreren Bränden erst in den Jahren 1496–1498 steinern auf. Bereits 1486 war jedoch der sog. Seigerturm an der Südseite als eigentlicher Rathausturm errichtet worden. Abschnittsweise wurde das Gebäude später nach Westen hin erweitert: So folgt der verzogene Grundriss der 1556–1557 errichteten ehem. Ratsherrenstube der leicht nach Südosten abschwenkenden Stellung des Hohen Turmes. Als im 17. Jahrhundert schließlich der so genannte „Akziseflügel“ an der Klosterstraße hinzukam, hatte das Rathaus den Turm an dessen Südseite vollständig vom Markt abgeriegelt. Er erschien nun als Bestandteil des städtischen Verwaltungs- und Repräsentationsbaus. Gleichzeitig wurden mehrere Räume in den Turmuntergeschossen für städtische Zwecke mitbenutzt, z. B. das „obere Turmgewölbe“ als feuersicherer Archivraum. Auch sonst erfüllte der Turm neben seiner kirchlichen Funktion Belange der Stadt: Auf ihm hatte der Türmer oder Hausmann seinen Sitz, der neben dem Bedienen der Glocken auch das Amt der Brandwache verantwortete. Den frühesten Hinweis auf einen Chemnitzer Türmer enthält eine Urkunde aus dem Jahre 1498.

### Bauschäden, Brände und Wiederaufbauten im 17. und 18. Jahrhundert

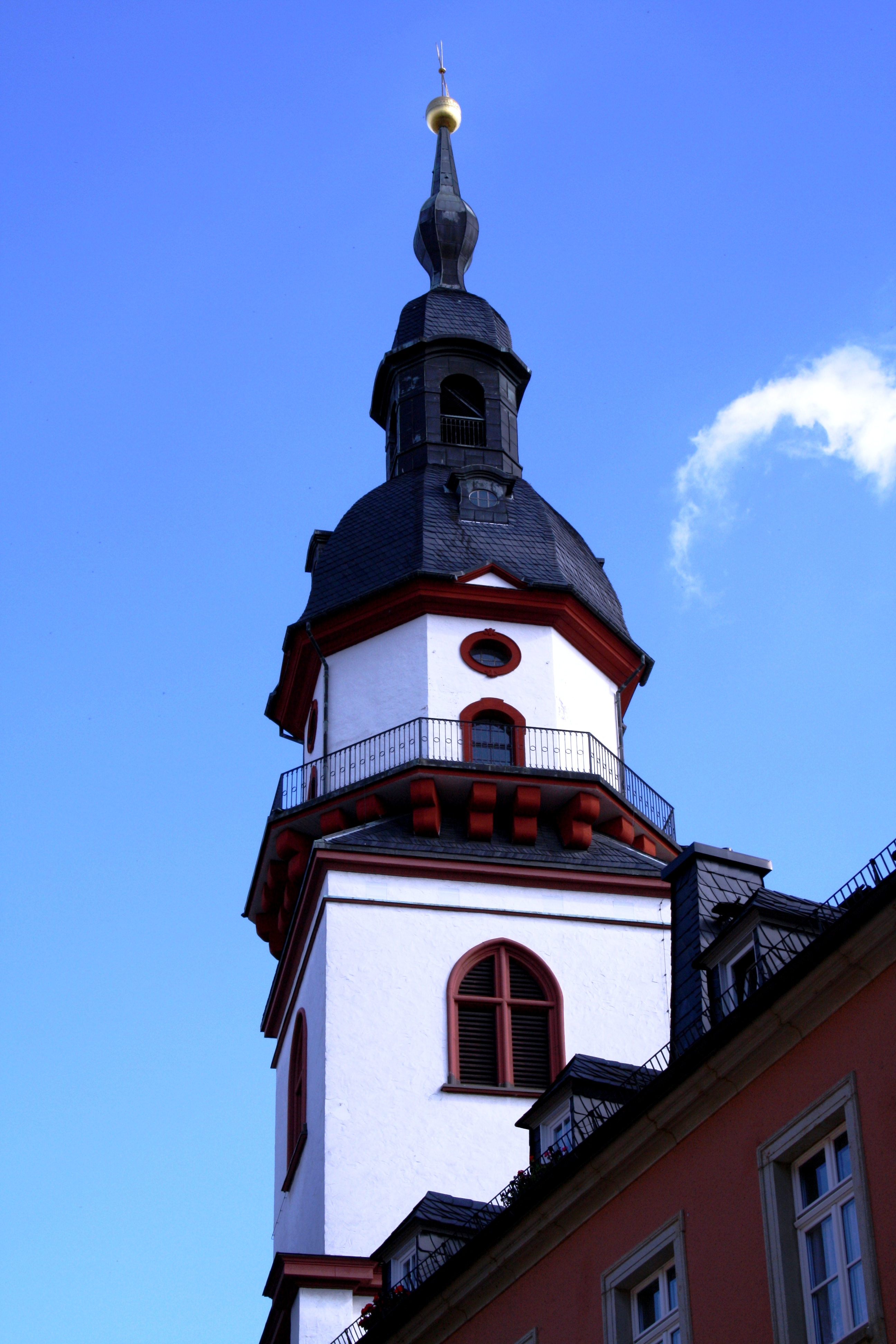
Blick aus dem Kirchgässchen auf den Hohen Turm

Der Turm und die ihn umgebenden Bauten wurde im Laufe der Jahrhunderte mehrmals das Opfer verheerender Brandkatastrophen. Die schlimmsten ereigneten sich in den Jahren 1617 und 1746. Der ersteren fiel der wahrscheinlich noch mittelalterliche Turmhelm zum Opfer, über dessen Gestalt nichts bekannt ist. Beim anschließenden Wiederaufbau bis 1619 wurde oberhalb der Glockenstube ein Achteckgeschoss aufgesetzt, welches mit Haube, Laterne sowie lang ausgezogener Spitze versehen war. In dieser Gestalt zeigt sich der Turm auf der ältesten bekannten Ansicht aus dem Jahre 1621. Sie hatte bis zum nächsten Brandunglück, das im Mai 1746 durch Blitzschlag ausgelöst wurde, Bestand. Im Anschluss daran erhielt der Turmaufsatz seine bis heute prägende barocke Gestalt mit geschweifter Haube, Laterne und zwiebelförmiger Bekrönung. Sie geht auf Entwürfe des Freiberger Ratszimmermeisters Johann Gottlieb Ohndorff zurück. Der Wiederaufbau konnte bis 1749 abgeschlossen werden.
Neben der Gefährdung durch Feuer hatte der Turm vor allem im 18. Jahrhundert unter komplizierten statischen Problemen zu leiden. Das war vor allem eine Folge der mehrfachen Erhöhungen im 14. und 17. Jahrhundert Dieser Überbeanspruchung war das Mauerwerk des romanischen Unterbaus auf Dauer nicht gewachsen. Hinzu kamen die aus der mangelhaften Lagerung des Geläutes resultierenden Bewegungen, die in das Bauwerk eingetragen wurden. Bereits 1707 ist von starken Schäden die Rede, doch erst 1738 erfolgte eine umfassende Sicherung, indem an der Nordostecke ein gewaltiger Strebebogen gegen die südliche Langhauswand der Jakobikirche gespannt wurde, um ein Ausweichen des Turmes zu verhindern. Eine gewisse Aussteifung des Baukörpers dürfte 1756 außerdem die Einfügung eines massiven Zwischenbaus zwischen Kirche und Turm bedeutet haben, welcher als Treppenhaus diente. Noch im Jahre 1882 musste die Westseite des Turmunterbaus einer sorgfältigen Ausbesserung unterzogen werden. An den schwierigen statischen Verhältnissen scheiterte zwei Jahre darauf schließlich das Vorhaben, die barocke Haube durch einen neugotischen Turmhelm zu ersetzen. Die Pläne dazu lagen bereits vor, sie waren durch Conrad Wilhelm Hase (Hannover) angefertigt worden. Auf diese Weise sollten der Turm und das kurz zuvor neugotisch überformte Kirchenschiff stärker einander angeglichen werden.

### Zerstörung 1945/46 und Wiederaufbau

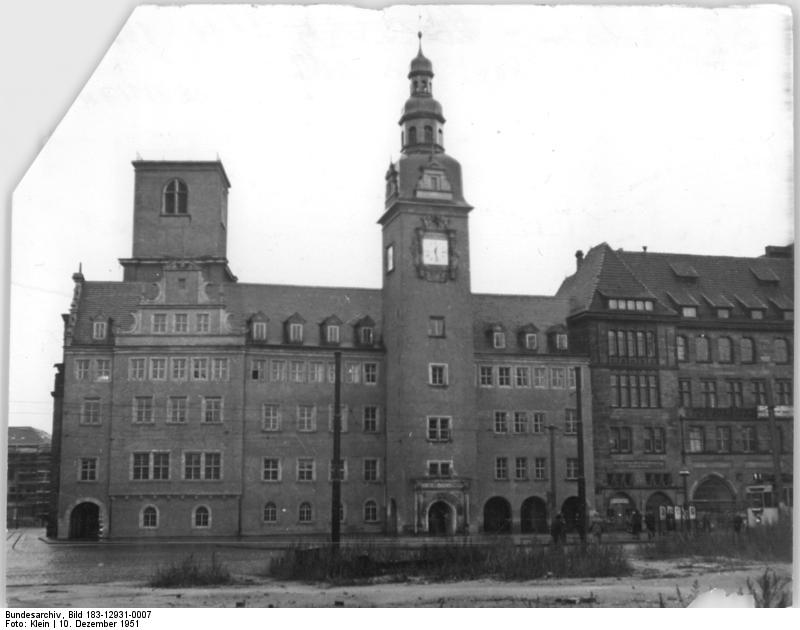
Hoher Turm und Altes Rathaus nach dem Wiederaufbau (Aufnahme: 10. Dez. 1951)

Beim Bombenangriff am 5. März 1945 brannte der Hohe Turm gemeinsam mit der Jakobikirche und dem Alten Rathaus vollständig aus. Dabei gingen die Turmhaube, sämtliche Geschossdecken sowie der Glockenstuhl im Inneren verloren. Die kritische statische Verfassung des ungeschützten Bauwerks führte, forciert durch Witterungseinflüsse, schließlich zur Katastrophe: In der Nacht vom 3. zum 4. Februar 1946 stürzte die südliche Hälfte etwa ab Traufhöhe des Alten Rathauses ein. Die abstürzenden Trümmermassen zerschlugen dabei den angrenzenden Teil der Rathausruine mit der spätgotischen Ratsherrenstube. Erhalten geblieben waren der romanische Unterbau sowie die nördliche Hälfte der gotischen Glockenstube und des barocken Achteckgeschosses bis zum Kranzgesims. Die Ruine wurde aus Sicherheitsgründen wenige Tage nach dem Einsturz im Rahmen der Flächenentrümmerung des Stadtkerns gesprengt.
Die stark dezimierte Jakobi-Kirchgemeinde als Eigentümer war auf Grund der schweren Zerstörung ihrer Kirche nicht in der Lage, den total vernichteten Glockenturm aus eigener Kraft wiederherzustellen. Die Stadt hatte jedoch einerseits an der Komplettierung der ursprünglichen Silhouette, andererseits an der Schaffung von Verwaltungsräumen im Turm großes Interesse. Außerdem wäre der Wiederaufbau des Alten Rathauses ohne den Turm unmöglich gewesen. Somit wurden auf städtische Kosten die Trümmerberäumung und der Wiederaufbau des Turmes bis zum Kranzgesims der Glockenstube vorgenommen. Eine flache Abdeckung mit umlaufendem Geländer bildete den einstweiligen Abschluss. Bis 1950 konnten diese Arbeiten durchgeführt werden.
Die Rekonstruktion des Achteckgeschosses sowie der Haube und Laterne verzögerte sich trotz wiederholter Anläufe seitens der Denkmalpflege um mehr als dreißig Jahre. Erst 1986 konnte die endgültige Fertigstellung in Angriff genommen werden. Die als Stahlkonstruktion konzipierte und mit Schiefer bzw. Kupfer gedeckte Turmhaube wurde im Sommer 1986 auf dem Marktplatz vormontiert. Am 26. September schließlich hob ein Mobildrehkran die mehr als 20 Tonnen schwere und 23 Meter hohe Konstruktion auf den Turm. Die Rekonstruktion des Hohen Turmes reiht sich ein in eine Serie von Turmwiederherstellungen in der ehemaligen DDR, zu der als weitere herausragende Beispiele der Rote Turm in Halle (Saale) (1976), die Nikolaikirche in Berlin (1982) sowie die Oberkirche St. Nikolai in Cottbus (1988) gehören.

### Heutige Nutzung durch Stadt und Kirchgemeinde
Die Nutzung des Hohen Turmes durch die Kirchgemeinde St. Jakobi-Johannis sowie die Stadtverwaltung ist seit 1950 durch ein Vertragswerk geregelt, welches 1990 überarbeitet wurde. Dem Kirchenlehen steht demnach das Eigentum an Grund und Boden zu, da beides zum Flurstück der Jakobikirche gehört. Die Baulast hingegen trägt die Stadt, die auch ein entsprechendes Nutzungsrecht genießt: In den mit dem Alten Rathaus verbundenen Untergeschossen des Turmes ist neben verschiedenen haustechnischen Anlagen u. a. das Rechtsamt untergebracht. Die Glockenstube dient nach wie vor der Unterbringung des Geläutes der Jakobikirche. Allerdings hängt dort gegenwärtig lediglich die größte Glocke des einstigen Bestandes, während das übrige Geläut im Dachreiter der Kirche montiert ist. Vom Turmumgang erklingt traditionsgemäß an jedem Sonnabend geistliche Bläsermusik, ausgeführt durch Posaunenchöre verschiedener Chemnitzer Kirchengemeinden.
Dem Hohen Turm kommt auch eine große touristische Bedeutung zu: Im Jahre 1990 konnte die seit 1913 unterbrochene Türmertradition wieder neu belebt werden. Seitdem gehören Führungen des Chemnitzer Türmers durch die beiden Rathäuser bis hinauf zum Rundgang des Turmes zum festen Besichtigungsprogramm der Stadt und erfreuen sich großer Beliebtheit.

## Beschreibung
Die Untergeschosse des Turmes sind an der Süd- und Ostseite in den Baukörper des Alten Rathauses eingebunden, während die Nordseite durch die benachbarte Jakobikirche weitgehend verdeckt ist. Somit kann sich der Baukörper erst oberhalb der Dachzone beider Gebäude allseitig frei entwickeln. Beim Wiederaufbau wurde, abweichend vom früheren Zustand, der untere Abschnitt mit einer Vielzahl von großen Fenstern versehen, die besonders die Westseite unvorteilhaft zerschneiden. Ursprünglich war er, dem Charakter eines Befestigungsturmes entsprechend, weitgehend fensterlos. Die innere Struktur, die bis 1946 einen hohlen Schacht mit Treppenaufgang zeigte – vgl. St. Annenkirche in Annaberg-Buchholz – wurde ebenfalls völlig verändert. Rekonstruiert wurden dagegen die wohl im 17. Jahrhundert angebrachten lisenenartigen Ausmauerungen an den Turmecken.
Als Architekturkopie vorhanden ist der obere Turmabschnitt ab der Glockenstube: Diese erhielt wieder ihre großen gotischen Schallöffnungen mit Mittelpfosten. Darüber vermittelt eine knappe, schiefergedeckte Abschrägung zum oktogonalen Turmaufsatz, der einstmals die Türmerwohnung enthielt. Die Fenstergliederung – ein Stichbogenfenster mit darüber angeordnetem Ochsenauge – lässt die Zweigeschossigkeit des früheren Innenausbaus erkennen. Die umlaufende Galerie ruht auf kräftigen Konsolen. Die Turmhaube besteht aus einer schön geformten Kuppel mit Lukarnen nach den vier Himmelsrichtungen. Sie wird von einer ebenfalls nach vier Seiten offenen Laterne mit abschließender Haube und Zwiebel bekrönt. Ein Turmknauf mit Wetterfahne bildet in 64 m Höhe den Abschluss des Bauwerks.
Beim Wiederaufbau wurde zwar die ursprüngliche Formensprache Ohndorffs zu Grunde gelegt, die Ausführung wich jedoch in einigen Details davon ab und geriet im Ganzen weniger weich und fließend. Außerdem erhielt der Turm in diesem Zusammenhang eine dem Alten Rathaus entsprechende Abfärbung in Weiß, während die architektonischen Gliederungen (Gesimse, Fenstergewände usw.) rot abgesetzt sind. Diese farbliche Vereinheitlichung lässt ihn optisch zu einem Teil des Rathauskomplexes werden, obwohl er sich im Grundriss und in seiner Dimension deutlich als selbstständiger Baukörper zu erkennen gibt.

## Geläut
Zum Glockenbestand des Hohen Turmes vgl. den Artikel zur Stadtkirche St. Jakobi (Chemnitz).